# Marcus Pupienus Maximus
Marcus Pupienus Maximus était un homme politique de l'Empire romain.

## Vie
Il était sénateur.
Il s'est marié avec Clodia Pulchra, fille d'Appius Claudius Pulcher et de sa femme Sextia. Leur fils fut Marcus Clodius Pupienus Maximus.